# The Gods
The Gods — британская рок-группа, образовавшаяся в 1965 году в Хэтфилде, Лондон, Англия, и в течение трех лет объединявшая в себе нескольких музыкантов, впоследствии получивших всемирную известность в таких группах, как Rolling Stones, Jethro Tull, Bee Gees, Uriah Heep и King Crimson. The Gods начинали с ритм-энд-блюза и блюз-рока, но в 1968-69 годах стали создавать экспериментальный психоделический арт-рок, впоследствии высоко оценивавшийся музыкальными критиками.

## История группы
Основателями The Gods были Мик Тейлор, Брайан Гласкок (англ. Brian Glascock) и Джон Гласкок: все они учились в одной школе и с 1962 года играли в группе The Juniors (или The Strangers) вместе с Малкольмом Коллинзом (англ. Malcolm Collins) и Аланом Шеклоком (англ. Alan Shacklock). В 1964 году The Juniors подписали контракт с EMI/Columbia Records и выпустили дебютный сингл «There’s a Pretty Girl»/«Pocket Size» (Columbia DB7339). В 1965 году с приходом в состав органиста и певца Кена Хенсли (он играл до этого в ритм-энд-блюзовой группе The Jimmy Brown Sound, базировавшейся в Стивенэйдже) и Джо Конаса (англ. Joe Konas, гитара, вокал) — группа изменила название на The Gods.
В 1966 году The Gods выступили в первом отделении концерта Cream в Starlite Ballroom (Уэмбли, Лондон), а в 1967 году выпустили сингл «Come On Down To My Boat Baby»/«Garage Man». В мае 1967 Тейлор получил приглашение от Джона Мэйолла, который искал нового гитариста для своей группы. Хенсли переехал в Гемпшир и здесь познакомился с басистом Полом Ньютоном. Они и воссоздали новый вариант The Gods — вместе с ударником Ли Керслейком и гитаристом Джоном Конасом.
При том, что группа имела неплохую репутацию в студенческой клубной среде на южном побережье, Ньютон покинул состав (позже он появился в составе Uriah Heep) а на смену ему пришел Грег Лейк. Группа перебралась в Лондон и получила статус резидентов в клубе Marquee (сменив здесь Rolling Stones) и контракт с EMI/Columbia. Но, как вспоминал Хенсли, «Едва мы только начали записываться, как рассорились с Грегом. Проблема состояла в том, что он был слишком талантлив, чтобы оставаться в тени». Джона Гласкока попросили вернуться: с ним группа записала несколько синглов, самым известным из которых стал «Hey! Bulldog», версия битловского трека и два альбома, Genesis (1968) и To Samuel a Son (1969). После этого группа подписала новый контракт и пригласила вокалиста Rebel Rousers Клиффа Беннетта, изменив название на Toe Fat. 

### Стиль The Gods
Как отмечает биограф и критик Марк Бреннан (в заметках на обложке к сборнику The Best of The Gods, большая часть материала группы — типичный поп-рок 60-х, что лучше всего демонстрируют такие вещи, как «Radio Show» и «Yes I Cry». Но есть тут мотивы Vanilla Fudge («Maria»), а в некоторых вещах («Candlelight» and «Real Love Guaranteed») прослушиваются намеки на Uriah Heep — благодаря работе Хенсли и Керслейка. В своих лучших вещах The Gods создали оригинальный синтез психоделии и прогрессивного рока, насыщенный тяжелым органным звучанием и  искаженными гитарными риффами («Towards The Skies» и «Time And Eternity» из альбома Genesis). 

## Состав
- John Glascock (бас-гитара: позже — Toe Fat,Chicken Shack, Carmen, Jethro Tull)
- Brian Glascock (ударные; позже — The Motels, Bee Gees)
- Mick Taylor (гитара; позже — John Mayall’s Bluesbreakers, Rolling Stones)
- Ken Hensley (орган, вокал, гитара; позже — Uriah Heep)
- Joe Konas (гитара, вокал)
- Lee Kerslake (ударные; Uriah Heep)
- Paul Newton (бас-гитара; Uriah Heep)
- Greg Lake (бас-гитара; King Crimson, Emerson, Lake and Palmer)
- Cliff Bennett (вокал, Rebel Rousers, Fat Toe)

## Дискография

### Синглы
- Come On Down To My Boat Baby / Garage Man (Polydor 56168)
- «Baby’s Rich» / «Somewhere In The Street» (Columbia DB 8486)
- «Hey Bulldog» / «Real Love Guaranteed» (Columbia DB 8544)
- «Maria» (из «West Side Story») / «Long Time Sad Time Bad Time» (Columbia DB 8572)

### Альбомы
- Genesis (L.P. Columbia (EMI) SCX 6286, 1968), переиздан в 1994 году на Repertoire Records
- To Samuel a Son (L.P. Columbia SCX 6372, 1969), переиздан в 1995 Repertoire Records
- Best of The Gods (1996)